# Oliana
Oliana es un municipio español de la provincia de Lérida, situado en la comarca del Alto Urgel, Cataluña. Según datos de 2009 su población era de 1976 habitantes. Es el segundo municipio más poblado de la comarca, después de la capital Seo de Urgel. A mediados del siglo XIX se denominaba Oliana y Anovés.
En la isla de Cerdeña existe el pueblo de Oliena, en idioma italiano, y que en sardo tiene el mismo nombre, "Oliana", que tenía también el "Castillo de Oliana".

## Historia
De origen romano, formó parte del condado de Urgel. El pueblo se originó alrededor del castillo de Oliana. Durante la guerra contra Juan II de Castilla fue defendido por Guillem Ramón del Brull. 
El pueblo sufrió una epidemia de peste en 1569 que diezmó su población. Durante la Guerra de los Segadores el pueblo participó en la recuperación de los castillos de Opoul-Périllos y del de Salses en la comarca del Rosellón. Acuñó su propia moneda en 1642.
En 1810, durante la Guerra de la Independencia española, estuvo ocupada por las tropas francesas. Durante la primera guerra carlista el pueblo se fortificó y sus habitantes lo abandonaron en dos ocasiones.

## Cultura
Del antiguo castillo de Oliana quedan pocos restos. La antigua parroquia dedicada a Sant Andreu, y que fue la capilla del castillo, es románica. Construida en el siglo XI, fue consagrada entre 1037 y 1040. Consta de una nave con cubierta de bóveda de cañón. Tiene un ábside semicircular que está decorado con arquerías. Contenía una lipsanoteca conservada en el Museo Diocesano de Solsona en la que se encontraba el pergamino original del acta de consagración del templo. Tiene un campanario de base cuadrada.
Otro templo de origen románico es la iglesia de Santa Eulalia de Anovés. Su nave tiene un ábside semicírcular con un campanario anexo.
En las afueras del pueblo se encuentra un antiguo pozo de hielo. Con un diámetro de 5,45 metros, se utilizaba para almacenar el hielo que se obtenía por congelación natural. Para mantener el aislamiento térmico del pozo, se accedía al mismo mediante un pasillo en forma de zig-zag. La visita puede complementarse con una exposición en la que se muestran pozos similares.
Dentro del término municipal se encuentra el pantano de Oliana situado sobre las aguas del río Segre. Tiene una potencia instalada de 37.800 kVa y produce al año unos 100 millones de kWh. Además tiene la función de regular el caudal del río para evitar posibles inundaciones. 
Oliana celebra su fiesta mayor en el mes de agosto. Durante los meses de junio y julio tiene lugar el Festival de Jóvenes Intérpretes.

## Geografía humana

### Demografía
Cuenta con una población de 1839 habitantes (INE 2024).
| Gráfica de evolución demográfica de Oliana entre 1842 y 2021 |
| |
| Población de derecho según los censos de población del INE Población de hecho según los censos de población del INEEn estos censos se denominaba Oliana y Anovés: 1842 |

### Población por núcleos
Desglose de población según el Padrón Continuo por Unidad Poblacional del INE.
| Núcleos    | Habitantes (2014) | Varones | Mujeres |
| ---------- | ----------------- | ------- | ------- |
| El Castell | 70                | 40      | 30      |
| Les Anoves | 17                | 7       | 10      |
| Oliana     | 1783              | 875     | 908     |

## Administración
| Periodo   | Nombre                | Partido |
| --------- | --------------------- | ------- |
| 1979-1983 | Antoni Patsi Angrill  | UCD     |
| 1983-1987 | Antoni Patsi Angrill  | CiU     |
| 1987-1991 | Antoni Patsi Angrill  | CiU     |
| 1991-1995 | Ventura Roca Martí    | CiU     |
| 1995-1999 | Ventura Roca Martí    | CiU     |
| 1999-2003 | Ventura Roca Martí    | CiU     |
| 2003-2007 | Ventura Roca Martí    | CiU     |
| 2007-2011 | Antoni Vilaginés Vila | PSC-PM  |
| 2011-2015 | Miquel Sala Muntada   | CiU     |
| 2015-2019 | Miquel Sala Muntada   | CiU     |
| 2019-2023 | Carme Lostao Otero    | FO-AC   |

### Evolución de la deuda viva
El concepto de deuda viva contempla solo las deudas con cajas y bancos relativas a créditos financieros, valores de renta fija y préstamos o créditos transferidos a terceros, excluyéndose, por tanto, la deuda comercial.
| Gráfica de evolución de la deuda viva del ayuntamiento entre 2008 y 2014                             |
| |
| Deuda viva del ayuntamiento en miles de Euros según datos del Ministerio de Hacienda y Ad. Públicas. |

La deuda viva municipal por habitante en 2014 ascendía a 524,00 €.

## Economía
Parte de la población depende económicamente de una fábrica de electrodomésticos instalada en el municipio. En cuanto a la agricultura, el principal cultivo es el de patatas.